# مارلون أنطونيو فرنانديز
مارلون أنطونيو فرنانديز (بالإسبانية: Marlon Fernández Jímenez) (16 يناير 1986 بسان كريستوبال في فنزويلا - ) هو لاعب كرة قدم فنزويلي في مركز الوسط. شارك مع منتخب فنزويلا لكرة القدم. أما مع النوادي، فقد لعب مع ديبورتيفو باستو وديبورتيفو تاشيرا ونادي تشيرنو مور فارنا وديبورتيفو لارا ونادي كارابوبو وديبورتيس أنتوفاغاستا.

## وصلات خارجية
- مارلون أنطونيو فرنانديز على موقع قاعدة بيانات كرة القدم.إي يو (الإنجليزية)
- مارلون أنطونيو فرنانديز على موقع ناشيونال فوتبول تيمز (الإنجليزية)
- مارلون أنطونيو فرنانديز على موقع Soccerway.com (الإنجليزية)